# Friedrich II. von Habsburg

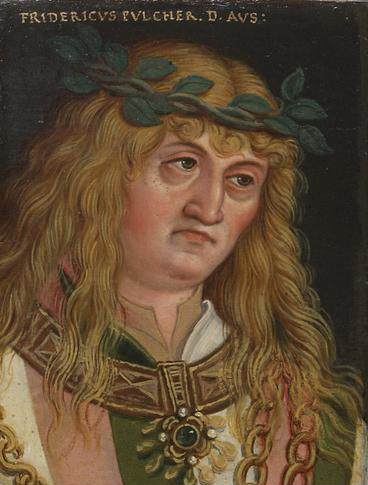

Friedrich II. von Habsburg (* 10. Februar 1327, nach anderen Quellen erst 1333; † 4. Dezember, 11. Dezember oder 13. Dezember 1344 in Neuberg an der Mürz) war der Sohn des Habsburgers Otto des Fröhlichen/Kühnen (1301–1339) und Elisabeth von Niederbayern (1305–1330), einer Tochter des Herzogs Stephan I. von Bayern. Leopold II. von Habsburg war sein jüngerer Bruder.
Friedrich wurde 1337 an seine Tante, die verwitwete Königin Agnes von Ungarn, die im Kloster Königsfelden residierte, zur Erziehung übergeben. Ab 1339 lebte er in Schloss Lenzburg, wobei Prinz Friedrich das vorderösterreichische Land besessen haben soll. 1339 beanspruchte er Niederbayern als Erbland seiner Mutter. Allerdings wies Kaiser Ludwig IV. seine Klage ab. Geplant war die Heirat mit Prinzessin Johanna, einer Tochter von König Eduard III. von England. Jenes 1337 durch Eduard III. gegebene Versprechen wurde verschoben, da die beiden für die Heirat noch zu jung waren. Durch Friedrichs frühen Tod wurde die Heirat endgültig vereitelt. Nach anderen Quellen zog Eduard III. das Versprechen jedoch später wegen der Nichterfüllung eines Bündnisses gegen Frankreich wieder zurück.